# Тсантса

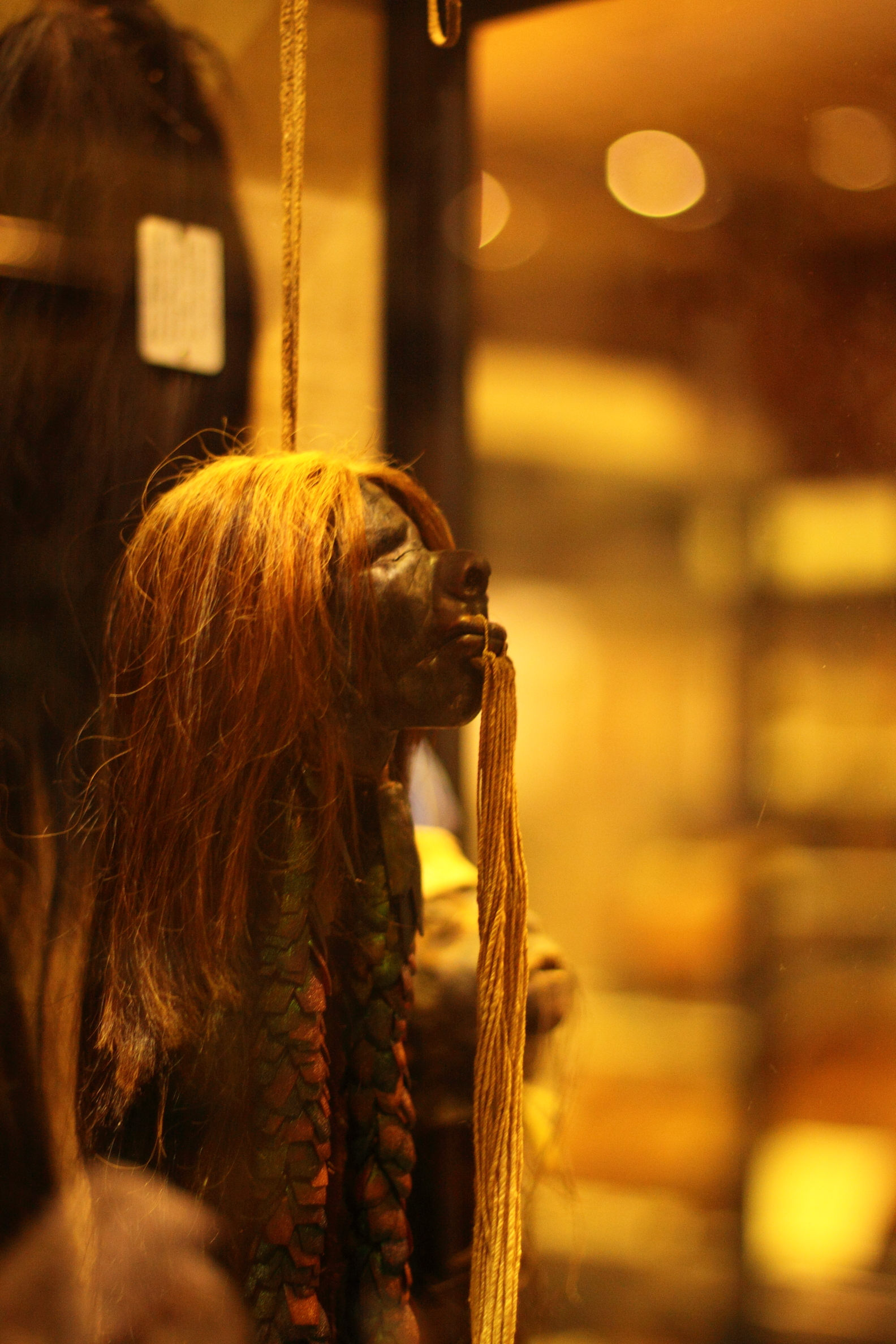
Тсантса (музей Питт-Риверса в Оксфорде)

Тсантса (цанца) — особым образом высушенная человеческая голова. Черты лица сохраняются, но размером она становится с кулак.
С древнейших времён люди украшали себя ожерельями из когтей хищников, их шкурами, делали головные уборы из перьев птиц. Военные трофеи из частей тел поверженного противника часто являлись желанной добычей воина, который полагал, что с приобретением его он получал часть его магической силы. Во многом людоедство первобытных обществ вытекает из этой предпосылки.
Индейцы Северной Америки широко известны как «охотники за скальпами». Индейцы южноамериканских Анд, и прежде всего хиваро, главным трофеем считают тсантсу. Убитым неприятелям хиваро отрезали головы, стягивая особым способом кожу с головы, наполняли её горячим песком, уменьшая эту голову до размеров теннисного мяча. Причём лицо полностью оставляет прежнее подобие, а волосы, сохраняющие свою прежнюю длину, как будто становятся длиннее. В настоящее время охота за головами преследуется и находится под запретом. Спрос на этот трофей ведёт к росту преступности.

## Изготовление
На отрезанной голове поверженного противника с обратной стороны делается длинный надрез от темени до шеи вниз, после чего кожа аккуратно стягивается с черепа вместе с волосами. Это похоже на то, как обдирают шкуры с животных, чтобы впоследствии выделать их или набить чучело. Самое ответственное и трудное на данном этапе — осторожно снять кожу с лица, так как здесь она крепко соединяется с мышцами, которые воин подрезает хорошо наточенным ножом. После этого череп с остатками мышц выбрасывается — он не представляет никакой ценности, — а индеец приступает к дальнейшей обработке и изготовлению тсантса.
Для этого связанную лианой кожу на некоторое время опускают в горшок с кипящей водой. Кипяток убивает микроорганизмы, а сама кожа немного усаживается и сжимается. Затем её вытаскивают и насаживают на острие воткнутого в землю кола, чтобы она остыла. Из лианы ка́пи делается кольцо того же диаметра, что и будущая тсантса, которое привязывается к шее. Иголкой и ниткой из волокна пальмы мата́у воин зашивает разрез, появившийся при «ошкуривании» черепа.
Индейцы начинают уменьшать голову в тот же день, не откладывая. На берегу реки воин находит три округлых камешка и накаляет их в костре. После этого один из камней он засовывает через шейное отверстие внутрь тсантса и катает его внутри, чтобы тот сжигал приставшие волокна плоти и прижигал кожу. Затем камень извлекается и снова кладется в костёр, а его место в голове занимает следующий.
Непосредственное же уменьшение головы производят раскаленным песком. Его берут с берега реки, насыпают в разбитый глиняный горшок и греют на огне. А затем высыпают внутрь «головы», наполнив её чуть более чем на половину. Затем тсантсу постоянно переворачивают, чтобы песок, перемещаясь внутри, словно наждачная бумага стёр приставшие кусочки мяса и сухожилий, а также истончил кожу: её потом легче уменьшить. Так повторяется много раз подряд, прежде чем результат окажется удовлетворительным.
Остывший песок высыпается, вновь раскаляется на огне и снова насыпается внутрь головы. В перерывах воин начисто выскребает внутреннюю поверхность тсантсы ножом. Пока кожа сушится подобным образом, она непрерывно усаживается и вскоре начинает напоминать голову карлика. Всё это время воин руками подправляет искажённые черты лица: важно, чтобы тсантса сохраняла облик поверженного врага. Этот процесс может продолжаться несколько дней и даже недель. В конце кожа головы усаживается до четверти нормальной величины и делается абсолютно сухой и жёсткой на ощупь.
В губы вставляются три пятисантиметровые палочки из прочной древесины пальмы уви, одна параллельно другой, которые выкрашены в красный цвет краской из семян ипьяк. Вокруг обвязывается хлопковая полоска, также выкрашенная в красный цвет. После чего вся тсантса, включая лицо, чернится древесным углём.

## Известность
Тсантса показывается в современном кино и мультфильмах, как частый товар различных «лавок ужасов» или атрибут зловещих колдунов и обрядов. Её можно увидеть в фильме «Битлджус», в мультсериале «Симпсоны» (4-й сезон, «Treehouse of Horror III»), в кинофильме «Гарри Поттер и узник Азкабана», в фильме «Пираты Карибского моря 3», в сериале «Коломбо» (8-й сезон, «Большие манёвры», «Grand Deceptions»), «Монстры на каникулах», «Мумия возвращается» и других.
Один экземпляр тсантсы хранится в Государственном Дарвиновском музее, в Москве.

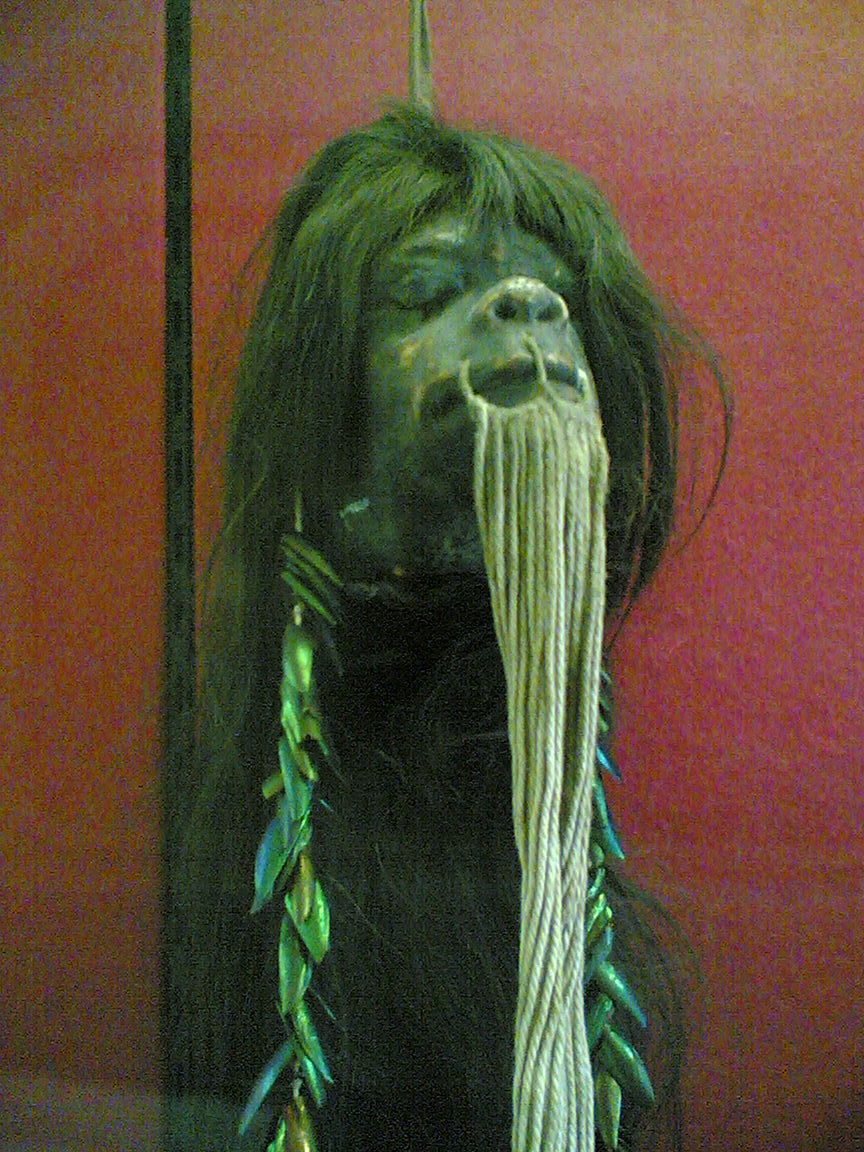
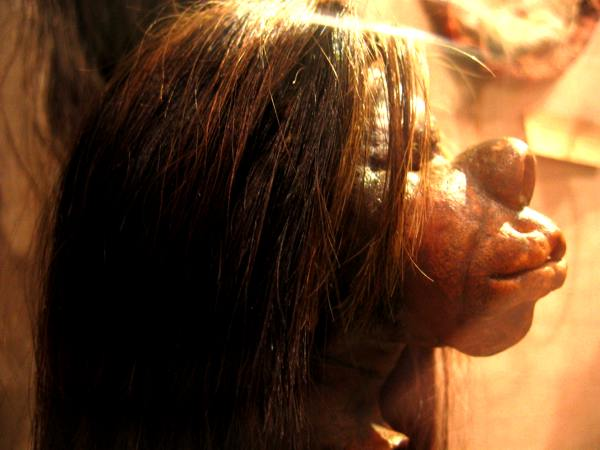
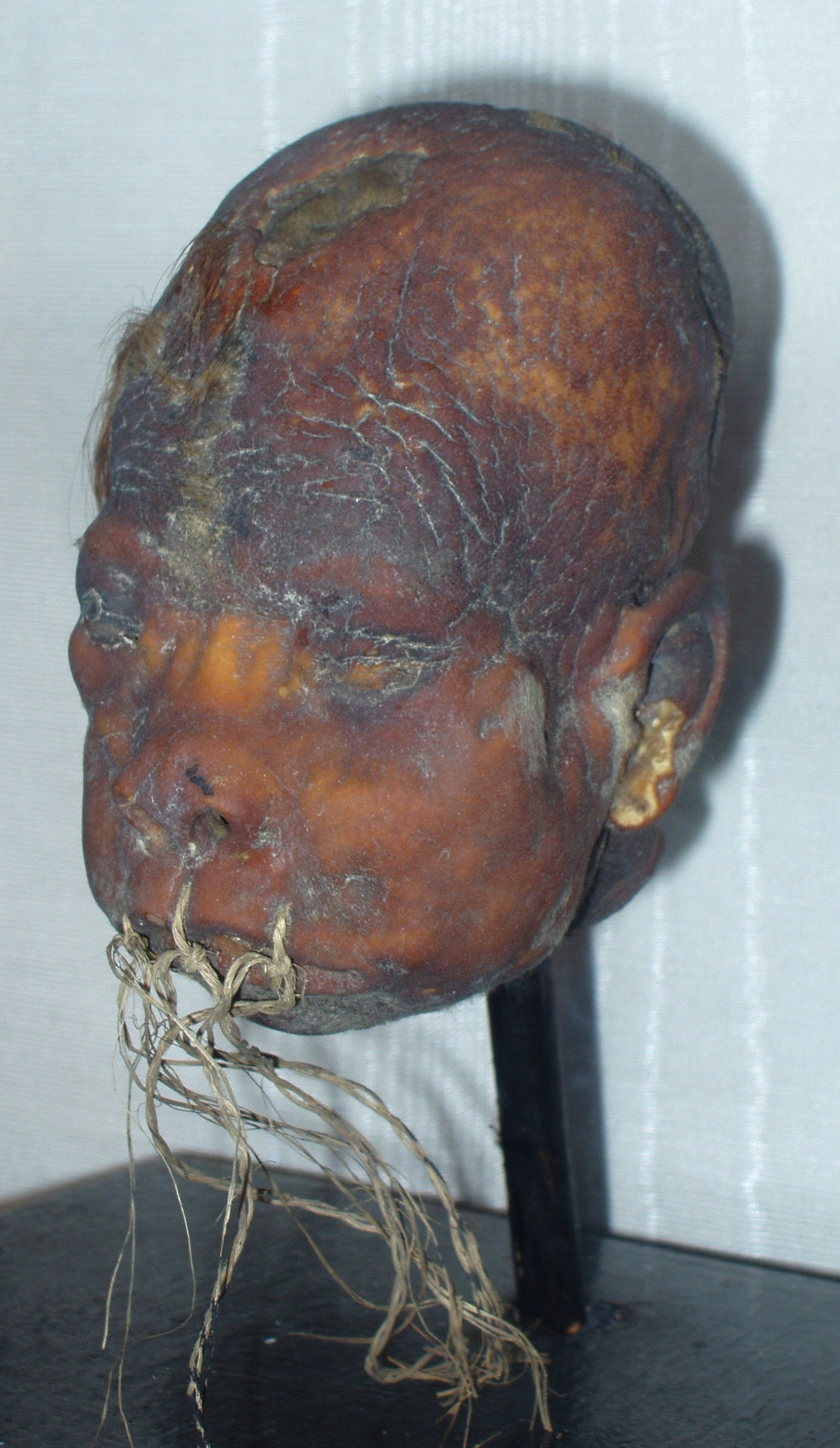
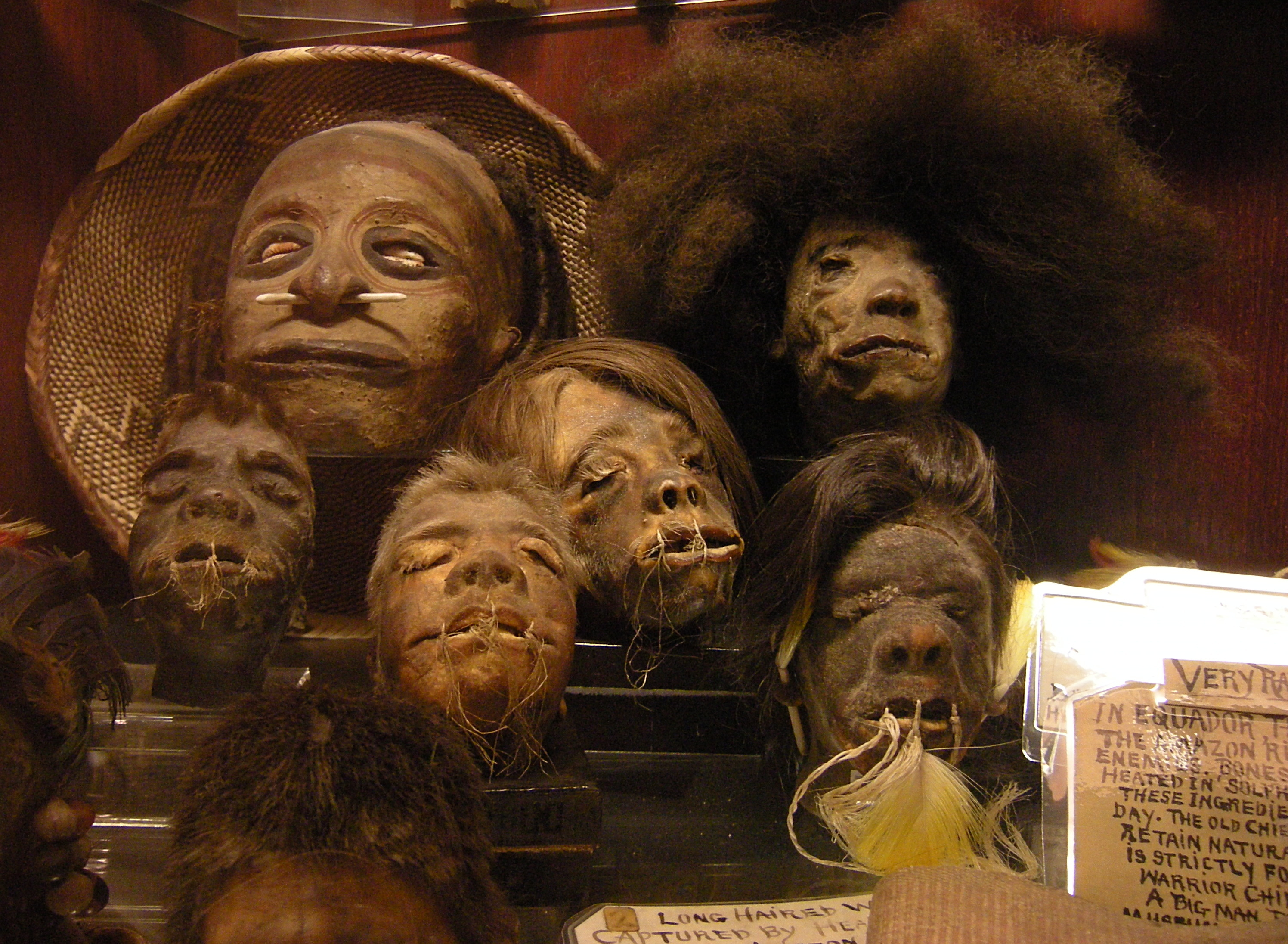
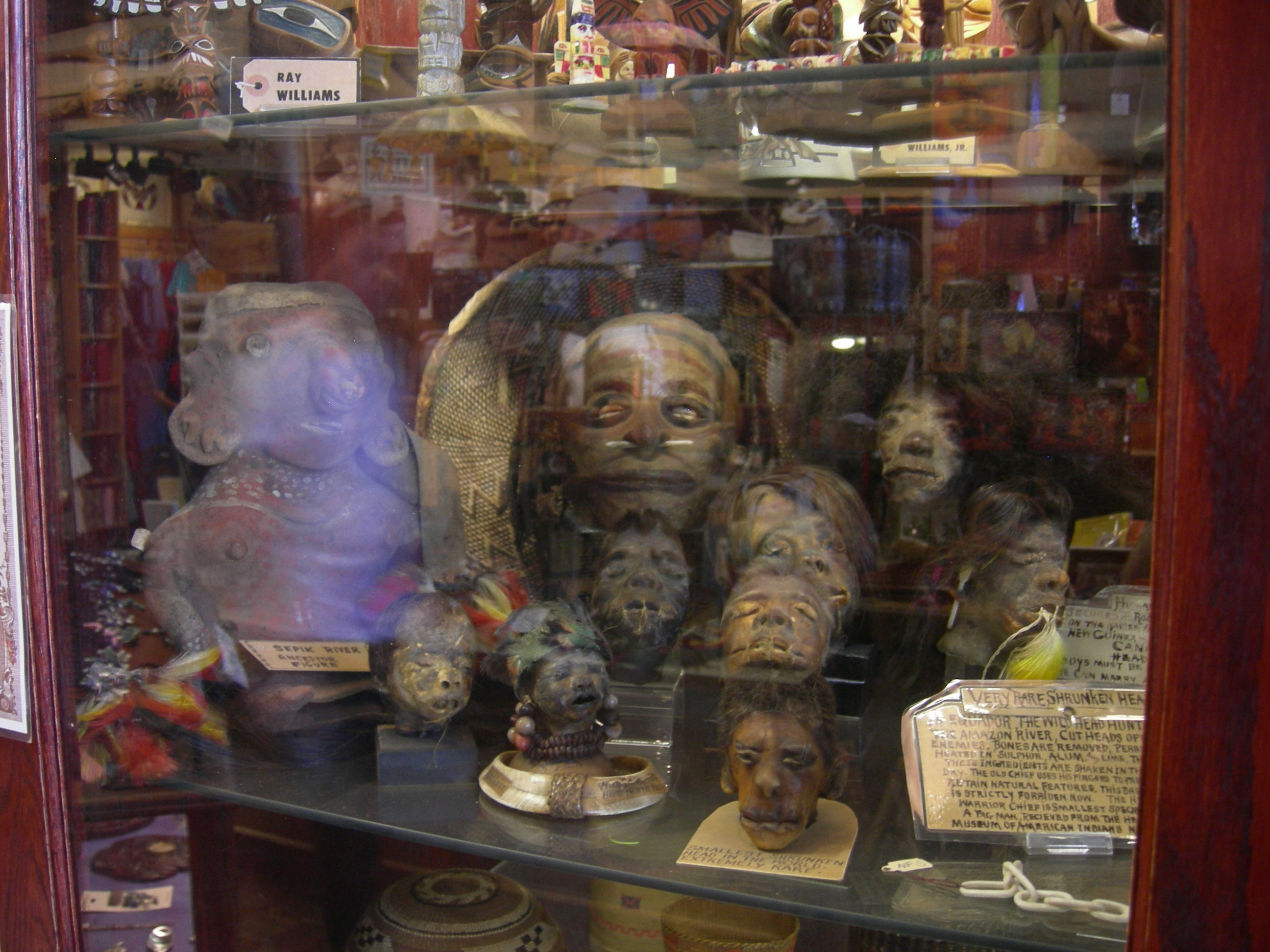
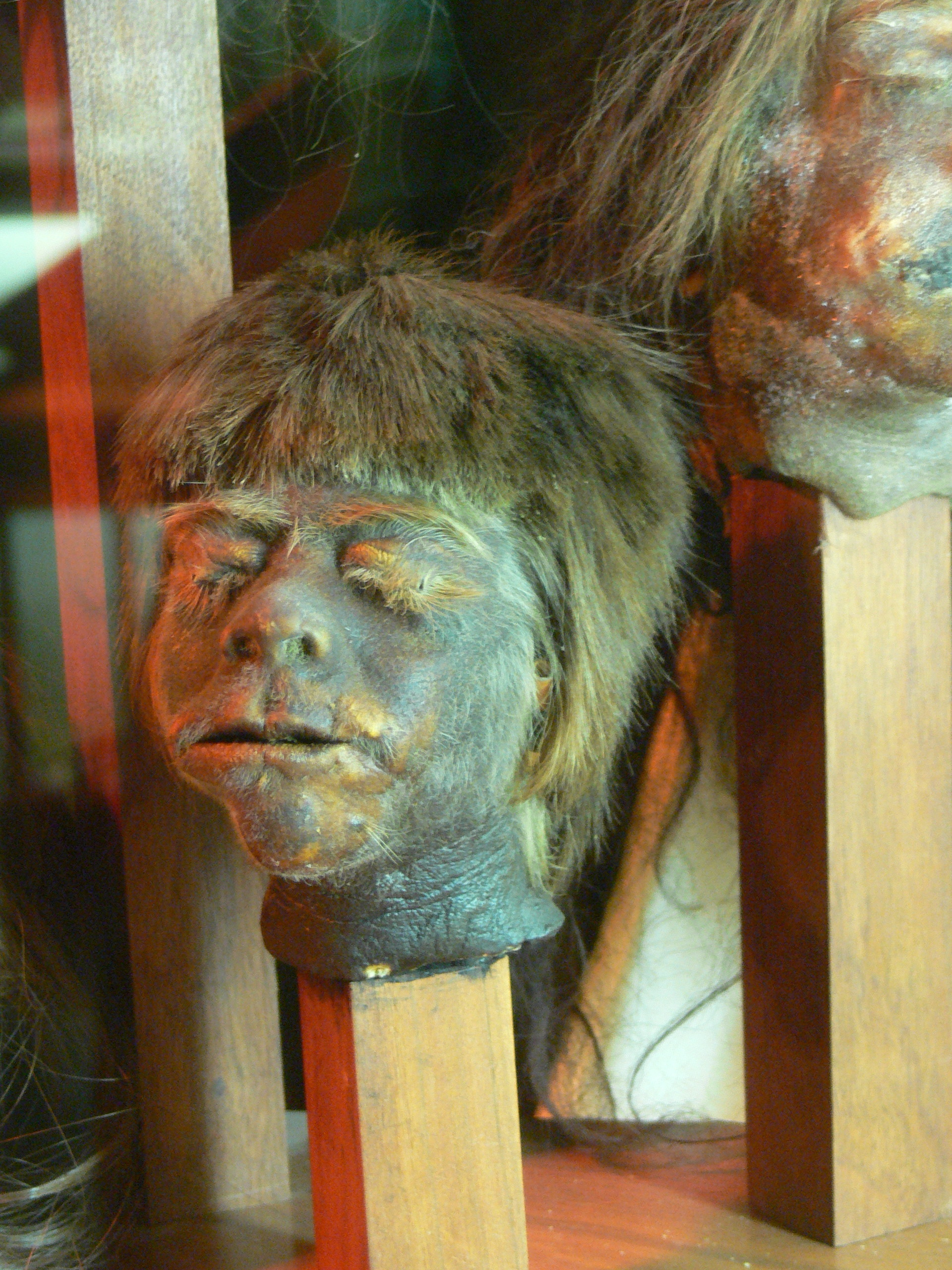
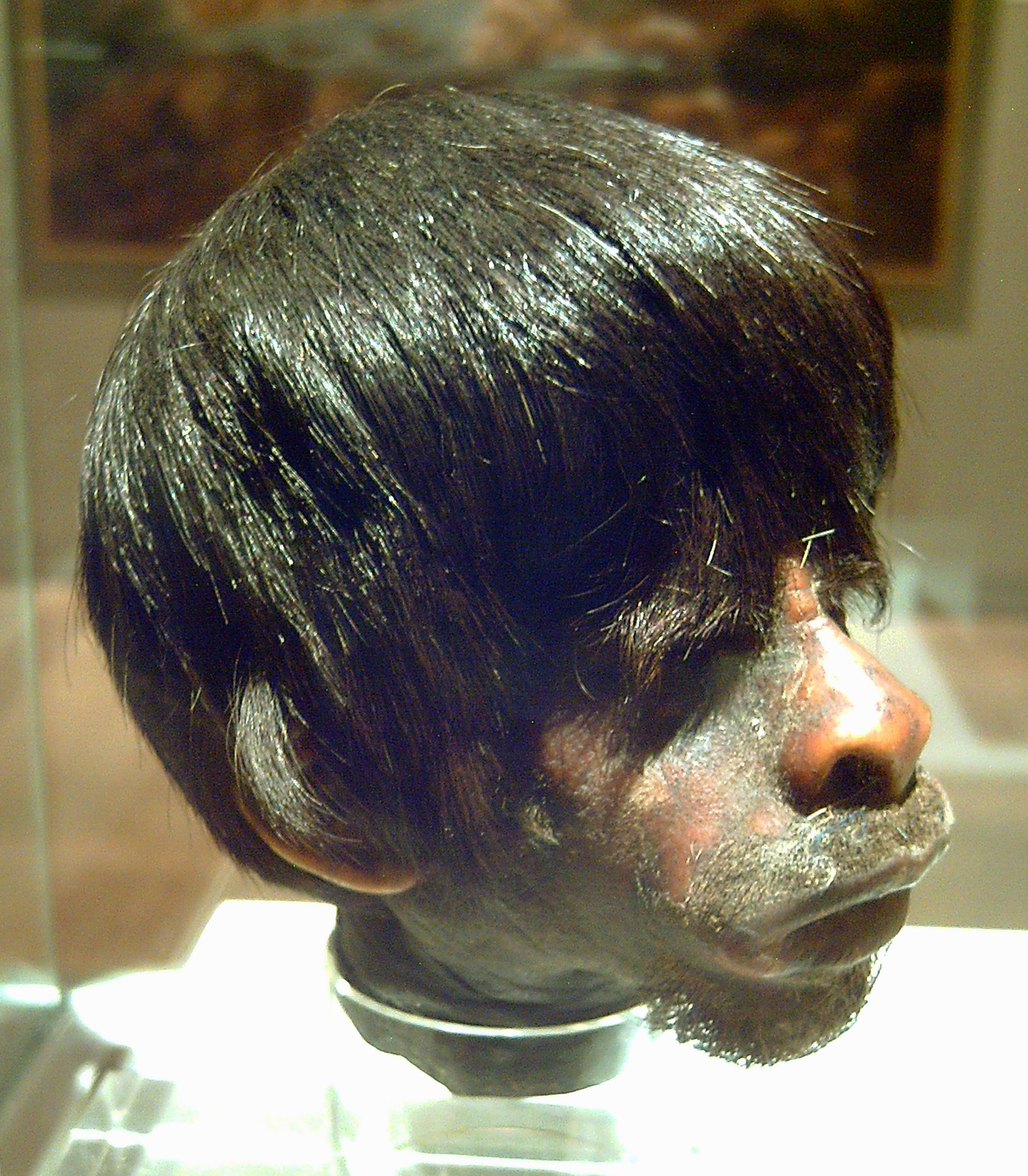